# Sainte-Blandine (Québec)
Pour les articles homonymes, voir Sainte-Blandine.
Sainte-Blandine est située dans la région du Bas-Saint-Laurent, au Québec (Canada). Cette ancienne municipalité a fusionné avec la ville de Rimouski lors des réorganisations municipales québécoises de 2002. En 2001, la population de Sainte-Blandine était de 2 218 habitants selon le recensement de Statistique Canada. À la suite de la fusion avec Rimouski en 2002, Sainte-Blandine et l'ancienne municipalité voisine de Mont-Lebel forme l'un des onze districts électoraux du conseil municipal de Rimouski. C'est le lieu de naissance d'Isidore Soucy, musicien folklorique.

## Toponymie
La municipalité doit son nom au souvenir de sa sainte patronne, Blandine de Lyon, une jeune fille martyrisée à Lyon en 177 pendant le règne de Marc Aurèle. Le nom de Sainte-Blandine a été utilisé pour identifier chacune des entités de la municipalité soit celle de la mission à partir de 1870 jusqu'à son érection canonique en 1881, la création du bureau de poste en 1881 et finalement la création de la municipalité de paroisse en 1884.

## Historique de Sainte-Blandine (1881-1981)
Vers 1854-1855, trois jeunes hommes du 3e rang de Rimouski partent pour aller s’installer à la « Montagne », ancienne appellation de Sainte-Blandine. C’était pour exploiter la forêt, particulièrement belle à cet endroit. En 1870, d’autres familles s'y installèrent pour défricher des lots et cultiver la terre : ce sont les Proulx, Brisson et Soucy.
Toujours en 1870, une première mission catholique y est instaurée pour desservir les résidents et l'année suivante voit la construction d'une première chapelle. Les premiers registres paroissiaux de Sainte-Blandine datent de 1878, et la paroisse est érigée canoniquement en 1881 sous le nom de Sainte-Blandine, Augustin Duval étant son premier curé

## Les services

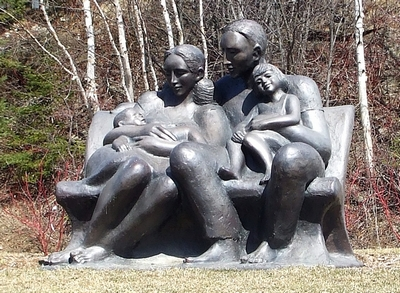
Sculpture de Roger Langevin pour souligner les 125 ans de Sainte-Blandine

### La caisse populaire
C'est le 11 mai 1938 qu'est crée la première institution bancaire de Sainte-Blandine, la coopérative financière affiliée au réseau des caisses populaires Desjardins selon le modèle développé par Alphonse Desjardins. À ses débuts, la caisse ne comptait que 32 membres et était située dans le sous-sol de l’église. À la suite de l'incendie de l’église, les services de la caisse ont été au domicile de monsieur Hector Lavoie et madame Bella Proulx, gérante. À la suite de la reconstruction de l'église, les bureaux de la caisse sont retournés dans l'édifice religieux jusqu’en 1980 avant son déménagement dans ses locaux actuels.

### Les postes
Dans les débuts de Sainte-Blandine, les postes étaient transportées de Rimouski par les paroissiens. M. Georges Martin et M. Antoine Martin se sont occupés à tour de rôle de cette corvée. Le courrier était trié par les desservants de la mission et remit aux paroissiens le dimanche après-midi après la messe. En 1897, on a délaissé cette manière de distribuer le courrier pour faire place au bureau de poste. Après, le bureau de poste a souvent changé d’endroit. La raison de son déménagement fréquent était qu’il se tenait dans une maison privée au départ et parfois en changeant de maître de poste, on changeait de maison. 
Dans les débuts des années 1990, le bureau de poste est devenu un simple local de cases postales pour les résidents. Ceux-ci n'ont donc plus accès à un service de poste complet particulièrement pour l'envoi de colis.

### Les communications
Selon ce qu’on raconte, le premier modèle de téléphone aurait été installé entre la maison du sacristain et M. le curé. Ce n’était pas comme le téléphone actuel puisqu’il était impossible d’appeler à un autre endroit. Selon M. Clément Thibault, c’est M. Hubert Fillion qui aurait possédé le premier téléphone à Sainte-Blandine dans les années 1920. Peu à peu, les gens se sont mis à posséder des téléphones. Cependant, vu les coûts énormes, il arrivait souvent que les services publics soient les seuls qui en possédaient. 
Dans les mêmes années, la radio fait son apparition dans les foyers québécois. Ste-Blandine ne fait pas exception dans ce domaine là. Les gens se réunissaient tous chez la famille qui possédait un poste et écoutaient les émissions de radio, dont le premier détenteur fut M. Clément Thibault. Lorsqu’en 1955, la télévision entre dans les foyers, il se produisit le même phénomène. Plus les années ont passé, plus la télévision a pris des proportions gigantesques dans notre mode de vie.

### La salle paroissiale
Le 13 octobre 1938 a été une journée mémorable à Sainte-Blandine. C’était la journée des noces d’argent sacerdotales de M. l’abbé Charles Michaud. Les paroissiens de Sainte-Blandine lui ont remis un cadeau de taille : une salle paroissiale. Le 10 avril 1938, la fabrique cède le terrain derrière le presbytère pour la construction de la salle paroissiale. Il est entendu que la salle va appartenir à la fabrique. Les paroissiens ont décidé que la construction allait se faire par corvée et les matériaux allaient être le plus possible des offrandes. C’est lors de la fête du 13 octobre qu’elle fut bénite par Mgr Courchesne. Il y eut une grande fête avec la fanfare de Rimouski comme invitée et une pièce de théâtre terminait la soirée. Pendant des années, cette salle va être utile pour les réunions de tous genres. En 1949, lors de l’incendie de l’église, elle servira de chapelle en attendant la reconstruction de cette église. Plus les années ont passé, moins les gens utilisaient la salle. C’est pour cette raison qu’en 1978, le 17 juillet, on commença la démolition du bâtiment.

## L’économie et ses structures
Dans tous les bons villages, il y a une raison qui fait tourner l’économie. Ici, à Sainte-Blandine, la raison départ était l’agriculture. 
- Primaire:

Les premiers colons qui sont venus défricher les terres ont tout d’abord fait une agriculture de subsistance. Le sol étant très accidenté, ils ont eu de la difficulté à produire. De plus, la terre de la région de village était peu fertile. Cependant, des gens sont montés un peu plus haut, sur le rang double, et la terre, bien que très rocailleuse, était plus fertile. L’agriculture de subsistance a commencé à devenir plus rentable lorsque la beurrerie s’est ouverte en 1898. De plus, l’avènement d’une coopérative agricole en 1939 a aidé à la rentabilité. 
L’autre moyen que les gens avaient de vivre était le chantier, pendant l’hiver. Les agriculteurs allaient sur les chantiers de la région de Rimouski et pouvaient ainsi faire un peu plus d’argent en vendant leurs productions agricoles et en travaillant sur le chantier. 
- Secondaire:

L’économie primaire n’était pas la seule raison de vivre à Sainte-Blandine. On n’est pas capable de faire le dénombrement exact de tous les chantiers qui ont vu le jour à Sainte-Blandine et au Mont-Lebel. Il y a même eu un moulin à farine. 
L’avènement qui a changé le village est sans nul doute la beurrerie. En effet, une petite beurrerie a été construite en 1898, mais elle n’est pas restée longtemps. Vers les années 1930, M. Jérôme Lebel en a ouvert une qui était d’une plus grande envergure. Les gens descendaient de Mont-Lebel pour venir à la beurrerie de Sainte-Blandine. Elle a fermé ses portes lorsqu’elle a été associée avec pasteur en 1956. 
- Tertiaire:

L’économie tertiaire est l’économie des services. Il est difficile de s’attarder sur tous les services économiques que la municipalité a connus durant toutes ces années. On a vu : magasin général, maison de pension, cordonnier, ferblantier, forge, garage, taxi, bijoutier, potier, photographe, laitier, magasin de linge, crème molle, restaurant, bar…